# William Kentridge
William Kentridge (Johannesburgo, el 28 de abril de 1955) un artista sudafricano, muy conocido por sus collages, dibujos, grabados y películas animadas. Atrajo fama internacional después de participar en 1997 en la Bienal de Johannesburgo y la Bienal de La Habana al igual que en Documenta X. Explorando el uso de video a través de sus dibujos, Kentridge presenta una vista representativa del estado actual de Sudáfrica.

## Trayectoria/ Biografía
En 1976 obtuvo su título en Política y Estudios Africanos en la Universidad de Witwatersrand y después estudió arte en la Fundación de arte de Johannesburgo hasta 1978. Durante esos años trabajó como diseñador para producciones de películas y enseñaba grabado hasta que se mudó a Paris en 1981 para estudiar teatro en L'École Internationale de Théâtre Jacques Lecoq.
Durante los ochenta Kentridge fue director de arte para algunas series de televisión. Fue entonces cuando comenzó a crear películas animadas con sus propios dibujos. Aunque su obra no está relacionada directamente con la época de la segregación racial, ha adquirido fama internacional como artista que trabaja con temáticas sobre el colonialismo y apartheid. Sus cortometrajes están ambientados en la época industrial y minera en Johannesburgo, emblema de abuso e injusticia.
Su obra está construida en su mayor parte filmando sus dibujos en cine, borrando, cambiándolos y volviéndolos a filmar, apenas dos cuadros por dibujo, empleando la cámara de cine como si fuera una cámara fotográfica. Continua este proceso meticuloso alterando cada dibujo hasta el final de la escena. Estos son después mostrados como películas de arte.
Aparte de sus dibujos y películas, una parte integral de su carrera está unida a su pasión por el teatro. Desde 1975 a 1991 fue miembro de The junction avenue theatre company, en Johannesburgo y Soweto. En 1992 empezó a colaborar como actor, director y diseñador de escenografía en The Handspring Puppet Company. Esta compañía, que interpreta obras como Woyzek, Fausto y Ubu Rey, crea piezas multimediales usando marionetas, actores y animación.

## Cinematografía
- 1989 Johannesburg: 2nd Greatest City After Paris
- 1990 Monument
- 1991 Mine
- 1994 Felix in Exile
- 1996 History of the Main Complaint
- 1996-97 Ubu Tells the Truth
- 1998 Weighing and Wanting
- 1999 Stereoscope
- 2001 Medicine Chest
- 2003 Automatic Writing

Sus películas fueron mostradas en el Festival de Cannes del 2004

## Exhibiciones
- 1997 Documenta X, Kassel
- 1998 Bienal de São Paulo
- 1998 The Drawing Center, Nueva York
- 1999 Barcelona Museum of Contemporary Art
- 1999 Bienal de Venecia
- 2000 Bienal de La Habana, Habana
- 2003 Goodman Gallery, Johannesburgo
- 2004 Metropolitan Museum, Nueva York
- 2005 Musée d'art Contemporain, Montreal
- 2006 Johannesburgo Art Gallery
- 2006 KZNSA, Durban
- 2006 Salzburgo Museum der Moderne
- 2004 Museo de Arte Contemporáneo de Monterrey
- 2006 Museum of Contemporary Art, Chicago
- 2007 Smith College Art Museum
- 2007 Museum of Modern Art, Nueva York
- 2007 University of Brighton Gallery
- 2007 Bienal do Mercosul, Porto Alegre, Brasil
- 2008 Williams College Museum of Art
- 2008 Philadelphia Museum of Art, Philadelphia, Pennsylvania
- 2008 Biennale of Sydney, Sydney, New South Wales, Australia
- 2009 Chicago Museum of Contemporary Art
- 2009 Museo de Arte Moderno de San Francisco
- 2009 Modern Art Museum of Fort Worth
- 2009 Henry Art Gallery, Seattle
- 2009 The National Museum of Modern Art, Kioto
- 2009 The Norton Museum of Art, West Palm Beach
- 2010 MOMA, Museo de Arte Moderno, Nueva York
- 2010 Hiroshima City Museum of Contemporary Art, Hiroshima
- 2010 Colorado Springs Fine Arts Center
- 2010 Jeu de Pomme, París: William Kentridge, cinq thèmes, 29-6 a 5-9 de 2010
- 2010 Louvre, Paris
- 2010 Albertina, Viena
- 2010 Museo de Israel, Jerusalén
- 2011 MOMA, Nueva York
- 2011 MACO, Oaxaca
- 2014 Museo de arte del Banco de la República, Bogotá
- 2015 MUAC México, Ciudad Universitaria
- 2015 Museo Amparo, Puebla
- 2018 Museo Reina Sofía, Madrid: Basta y sobra, 1-11-2017 a 19-3-2018, sobre su producción escénica, https://www.museoreinasofia.es/exposiciones/william-kentridge
- 2020 CCCB Centre de Cultura Contemporània de Barcelona, 9-10-2020 a 21-2-2021 https://www.cccb.org/es/exposiciones/ficha/william-kentridge/232743

## Premios
- 1982 Premio Red Ribbon para Short Fiction
- 1986 Premio Market Theatre para la exhibición New Vision
- 1986 Premio AA vita en Cassirer fine Art
- 1987 Premio Standard Bank Young Artist Award
- 1992 Premio Woyzeck de la producción, set design & direction 1994 Loerie Award memo
- 2003 Goslar Kaiserring
- 2004 Carnegie Medal
- 2004 Doctorado Honorario de Literatura de la Universidad de Witwatersrand
- 2006 Medalla Jesse L Rosenberger de la Universidad de Chicago
- 2010 Premio Kioto
- 2017 Premio Princesa de Asturias de las Artes